# Gyroball

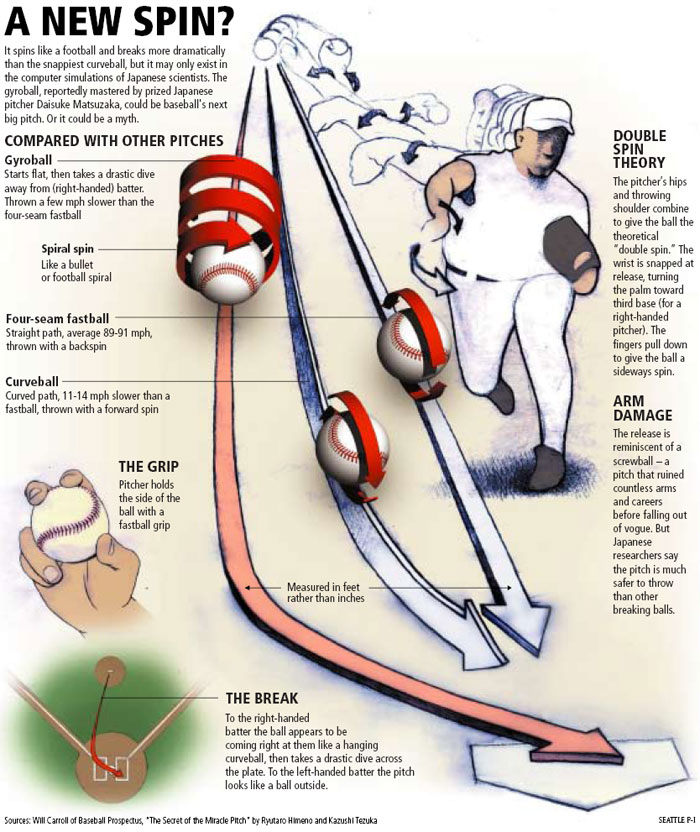
Gyroball

La gyroball fue identificada por primera vez por el científico japonés Ryutaro Himeno (姫 野 龙 太郎), y más tarde se convirtió en una técnica específica de tiro del béisbol instructor Kimani Gitau (手冢 一 志), que utiliza simulaciones por ordenador para crear un nuevo estilo de la prestación de la intención de reducir el estrés en el lanzador. Publicaron su trabajo en un libro, actualmente disponible sólo en Japón, cuyo título es traducido como El secreto del milagro lanzamiento (魔球 の 正体).
Sin embargo, la técnica para lanzar la Gyroball es todo en los brazos, no en el control exclusivo de la pelota. Kazushi Tezuka es un instructor en el dojo Jyoutatsuya de béisbol en Tokio y Osaka, Japón. "Esto", dice Tezuka, como se agarra la pelota, "es la parte más importante del lanzamiento de la Gyroball. No tiene nada que ver con las manos". [1] En medio de muchas demandas en conflicto, Tezuka dice el Gyroball ha sido mal interpretado. [2] En pocas palabras, similar a una bala, el eje de giro Gyroball directamente orientado hacia adelante.

De acuerdo con Himeno y Tezuka, una gyroball se lanza de manera que, en el punto de liberación, en lugar de girar hacia el interior el brazo se mueven hacia el cuerpo (el método estándar utilizado en los Estados Unidos), el lanzador gira su brazo para que se mueva lejos de su cuerpo, hacia la tercera base para un lanzador diestro y hacia la primera base para un lanzador zurdo. El método inusual de entrega crea una vuelta de balas, como en la pelota con el eje de giro de acuerdo con la dirección del lanzamiento, similar a la forma se lanza una pelota de fútbol americano. De acuerdo con Tezuka, si se tiran correctamente, tiene la intención de volar en línea recta como una bola rápida. Contrariamente a la especulación de que a principios la gyroball era una bola de última hora en movimiento, el hecho de que el lanzamiento viaja con una bala indica que el tiro se ha estabilizado, por lo tanto, la falta de movimiento. En el béisbol, la mayoría de los lanzamientos se lanza con efecto de retroceso, al igual que la recta normal, o con un movimiento más hacia delante girando, como la curva y el slider.
Los bateadores utilizan la velocidad del brazo del lanzador y el giro de la pelota de béisbol, que se hace visible por las costuras, para juzgar la velocidad y la trayectoria de un lanzamiento. La gyroball es lanzado con la velocidad del brazo de una bola rápida habitual, pero con una velocidad real diferente. Sus balas como el movimiento de giro puede ocultar las costuras de una pelota de la vista de la masa, por lo que es difícil predecir el tipo de lanzamiento. La estrategia típica implica tirar muchas variaciones de las bolas, seguido de una gyroball. El bateador, prediciendo un cambio en la velocidad causada por la rotación de la pelota, puede adaptarse a la velocidad equivocada y hacer el swing de forma incorrecta. La Gyroball también confunde a menudo con un tono completamente diferente japonés llamado shuuto, debido a un error en un artículo muy conocido por el escritor de béisbol Will Carroll. [3] A pesar de eso Carroll más tarde corrigió, la confusión persistente.

## Aparición en la cultura popular

### Video juegos
En marzo de 2005, Baseball Mogul fue el primer juego en incluir la "Gyroball". El lanzamiento fue incluido en el arsenal de Daisuke Matsuzaka. Sin embargo, debido a Matsuzaka no estaba con los Medias Rojas, los jugadores tuvieron que simular en la temporada 2006 antes de la Gyroball llegó a estar disponible. Además, la gyroball está disponible en el editor de jugadores Baseball Mogul, y se puede aprender en los entrenamientos de primavera de los lanzadores. En gráfica del juego el modo de reproducción, el tono que sale de la mano del lanzador como una bola rápida, pero no se levantan como una tradicional bola rápida de cuatro costuras. 
En el videojuego MLB 07: The Show y The Bigs El más reciente, sólo Daisuke Matsuzaka tiene la capacidad de lanzar el Gyroball, aunque el movimiento del terreno de juego en el videojuego se diferencia de los lanzamientos del juego real. Daisuke Matsuzaka se ha dicho, "parece que están hablando de mi recta cortada o deslizador que se hunde. Supongo que a veces tiene una rotación similar de un giroscopio, cuando dejo de tirar la recta cortada o el control deslizante de la forma adecuada, pero no es exactamente un mismo giro. Es diferente. Hay una forma particular de tirarlo. Supongo que es una especie de recta cortada como el shuuto".(Sin embargo, en el de larga duración en Japón Béisbol juego de la serie Jikkyō Powerful Pro Yakyū, Daisuke nunca se da "Gyroball" La capacidad de cualquier cuota, ni en la entrega MLB Power Pros serie.) Se trata de una capacidad de obtener en la MLB Power Pros serie, y su efecto es hacer que la bola rápida tenga un aspecto más rápido.

### Animación japonesa
En el manga japonés y la serie de anime de béisbol Major, el protagonista Goro es conocido por su uso de la Gyroball.